# فرودگاه چاوریهاری
فرودگاه چاوریهاری (به انگلیسی: Chaurjhari Airport) یک فرودگاه با کد یاتا HRJ است . این فرودگاه در کشور نپال قرار دارد .